# Campionati africani di atletica leggera 2018 - Lancio del giavellotto maschile
Il concorso del lancio del giavellotto maschile ai Campionati africani di atletica leggera di Asaba 2018 si è svolto il 5 agosto allo Stadio Stephen Keshi.

## Risultati
| Class   | Atleta                   | Nazione            | #1    | #2    | #3    | #4    | #5    | #6    | Risultati | Note             |
| ------- | ------------------------ | ------------------ | ----- | ----- | ----- | ----- | ----- | ----- | --------- | ---------------- |
| Oro     | Julius Yego              | Kenya              | 77.27 | 77.34 | x     | x     | –     | 74.78 | 77.34     |                  |
| Argento | Phil-Mar van Rensburg    | Sudafrica          | 76.57 | 69.01 | x     | 75.39 | 73.46 | 74.86 | 76.57     |                  |
| Bronzo  | Samuel Kure Adams        | Nigeria            | 75.69 | 68.14 | x     | 73.53 | 74.59 | 73.65 | 75.69     |                  |
| 4       | Johan Grobler            | Sudafrica          | 71.01 | 72.72 | 74.49 | 74.36 | 72.97 | x     | 74.49     |                  |
| 5       | Alexander Kiprotich      | Kenya              | 73.47 | 72.80 | 70.33 | x     | 71.01 | 72.65 | 73.47     |                  |
| 6       | Maged Amer               | Egitto             | 68.43 | 68.31 | 68.98 | x     | 68.40 | 63.88 | 68.98     |                  |
| 7       | Claude Chamaken          | Camerun            | 68.63 | 65.37 | 67.93 | 60.70 | 64.14 | x     | 68.63     | Record nazionale |
| 8       | Anro van Eeden           | Sudafrica          | 65.21 | x     | 66.32 | 63.89 | x     | 63.35 | 66.32     |                  |
| 9       | Aliye Shiferaw           | Etiopia            | 63.08 | x     | 64.68 |       |       |       | 64.68     |                  |
| 10      | Romeo Manzila Mahambou   | Rep. del Congo     | 49.41 | 56.33 | x     |       |       |       | 56.33     |                  |
| 11      | José Mombe Adjomo        | Guinea Equatoriale | 35.8? | 32.88 | 36.12 |       |       |       | 36.12     |                  |
| N.D.    | Romaric Houenou          | Benin              | x     | x     | x     |       |       |       | nm        |                  |
| N.D.    | Lormans Mansiantima-Yitu | RD del Congo       |       |       |       |       |       |       | dns       |                  |
| N.D.    | Jean Douanio             | Burkina Faso       |       |       |       |       |       |       | dns       |                  |